# 五显镇 (舒城县)
五显镇，是中华人民共和国安徽省六安市舒城县下辖的一个乡镇级行政单位。

## 行政区划
五显镇下辖以下地区：
街道社区、石关村、上河村、虬冲村、下河村、大路村、清塘村、景山村、梅山村、显杨村、光明村、陈院村、五显村、韦洼村、罗山村、江冲村和余畈村。